# Jörg Simonides
Jörg Simonides (* 1956 in Ost-Berlin) ist ein deutscher Schauspieler und Hörspielsprecher.

## Leben
Über das Leben des 1956 in Berlin geborenen Jörg Simonides sind nur lückenhafte Informationen vorhanden. Erste Erfahrungen mit dem Schauspiel sammelte er mit dem Arbeitertheater des Berliner Glühlampenwerks und einem Auftritt in der Berliner Volksbühne. Er studierte bis 1983 an der Hochschule für Schauspielkunst Ernst Busch, Außenstelle Rostock. Nachweise über seine Engagements an Theatern können erst ab 1995 erbracht werden. Da ist ein erster Beleg über die Mitwirkung in einem Stück am neuen theater in Halle/Saale vorhanden, dem er mindestens 25 Jahre angehört. Für den Spielfilm und das Fernsehen stand er mehrmals vor der Kamera. Für den Rundfunk der DDR wirkte er als Hörspielsprecher.
Jörg Simonides wohnt in Halle (Saale).

## Filmografie
- 1988: Die Entfernung zwischen dir und mir und ihr
- 1989: Ein brauchbarer Mann
- 1990: Über die Grenzen
- 1991: Der Tangospieler
- 1991: Der Fall Ö.
- 1994: Die Trotzkis (Fernsehserie, 2 Episoden)
- 1995: Nikolaikirche
- 2002: In aller Freundschaft (Fernsehserie, 1 Episode)
- 2005: SOKO Leipzig (Fernsehserie, 1 Episode)
- 2010: SOKO Leipzig (Fernsehserie, 1 Episode)

## Theater
- 1980: Helmut Baierl: Die Feststellung – Regie: Eckhard Bogda (Arbeitertheater NARVA in der Volksbühne Berlin – Parkett-Café)
- 1983: Ernst Toller: Der entfesselte Wotan (Wotan) – Regie: Hella Müller (Hochschule für Schauspielkunst Ernst Busch, Außenstelle Rostock im Berliner Arbeiter-Theater)
- 1995: Edward Bond: Gerettet (Pete) – Regie: Hilmar Eichhorn (neues theater Halle)
- 1997: Friedrich Dürrenmatt: Der Besuch der alten Dame (Ehemänner) – Regie: Hansjörg Utzerath (Neues Theater Halle/Saale)
- 2001: Hugo von Hofmannsthal: Jedermann (Tod) – Regie: Manfred Wekwerth (Neues Theater Halle/Saale)
- 2003: Christopher Marlowe: Doktor Faustus (Student) – Regie: Manfred Wekwerth (Neues Theater im Dom zu Halle)
- 2004: Peter Turrini nach Carlo Goldoni: Die Wirtin (Cavaliere von Rippafratta) – Regie: Reiner Heise (Neues Theater Halle/Saale)
- 2005: Joseph Kesselring: Arsen und Spitzenhäubchen – Regie: Christian Weise (Neues Theater Halle/Saale)
- 2007: Stephen Sinclair/Anthony McCarten: Ladies Night – Regie: Christoph Biermeier (Neues Theater Halle/Saale)
- 2007: Heinrich von Kleist: Die Hermannsschlacht (Kleist)|DieHermannsschlacht (Varus) – Regie: Albrecht Hirche (Neues Theater Halle/Saale)
- 2008: Curt Goetz: Das Haus in Montevideo – Regie: Herbert Fritsch (Neues Theater Halle/Saale)
- 2009: Heide Schwochow/Christian Schwochow: Novemberkind (Großvater) – Regie: Tanja Richter (Neues Theater Halle/Saale)
- 2010: William Shakespeare: Macbeth – Regie: Herbert Fritsch (Neues Theater Halle/Saale)
- 2011: Jörg Steinberg: Zscherben, ein Dorf nimmt ab – Regie: Matthias Brenner (Neues Theater Halle/Saale)
- 2011: Wilhelm Jacoby/Carl Laufs: Pension Schöller (Benny, Zahlkellner) – Regie: Frieder Venus (Neues Theater Halle/Saale)
- 2012: William Shakespeare: Othello – Regie: Wolfgang Engel (Neues Theater Halle/Saale)
- 2012: Gerhart Hauptmann: Die Weber – Regie: Jo Fabian (Neues Theater Halle/Saale)
- 2012: Charles Dickens: Eine Weihnachtsgeschichte (Marleys Geist) – Regie: Jörg Steinberg (Neues Theater Halle/Saale)
- 2013: Molière: Tartuffe (Cléante) – Regie: Matthias Brenner (Neues Theater Halle/Saale)
- 2014: Heinrich Zille: Hurengespräche – Regie: Matthias Brenner (Neues Theater Halle/Saale)
- 2014: Gerhart Hauptmann: Die Ratten (Schutzmann Schiercke)  – Regie: Henriette Hörnigk (Neues Theater Halle/Saale)
- 2015: Tennessee Williams: Endstation Sehnsucht (Steve Hubbell) – Regie: Andreas Rehschuh (Neues Theater Halle/Saale)
- 2015: Henrik Ibsen: Ein Volksfeind (Kurgast Hansen) – Regie: Jörg Steinberg (Neues Theater Halle/Saale)
- 2016: Peter Raby/Francis Matthews/George Stiles nach Alexandre Dumas: Die drei Musketiere (Monsieur Bonacieux) – Regie: Winfried Schneider (Opernhaus Halle)
- 2017: Friedrich Hebbel: Die Nibelungen – Regie: Matthias Brenner (Neues Theater Halle/Saale)
- 2017: Rainer Werner Fassbinder: Angst essen Seele auf (Jens, Polizist) – Regie: Matthias Brenner (Neues Theater Halle/Saale)
- 2018: Bertolt Brecht/Kurt Weill: Die Dreigroschenoper (Säge-Robert) – Regie: Henriette Hörnigk (Neues Theater Halle/Saale)
- 2018: Georges Feydeau: Floh im Ohr – Regie: Philippe Besson (Neues Theater Halle/Saale)
- 2018: Axel Ranisch: Nackt über Berlin (Janniks Vater) – Regie: Henriette Hörnigk (Opernhaus Halle)
- 2020: Peter Handke: Die Stunde da wir nichts voneinander wissen – Regie: Matthias Brenner (Neues Theater Halle/Saale)

## Hörspiele
- 1999: Hanns-Peter Karr/Walter Wehner: Graceland (Funk 2) – Regie: Iris Arnold (Kriminalhörspiel – Rundfunk der DDR)

## Auszeichnungen
- 1988: 5. Nationales Spielfilmfestival der DDR: Bester männlicher Nachwuchsdarsteller in Die Entfernung zwischen dir und mir und ihr[4]